# Mico marcai
El tití de Marca (Mico marcai) es un primate de la familia Callitrichidae. Habita en una zona restringida de la Amazonia al sudeste del estado de Amazonas en inmediaciones al río Aripuanã.
Mide unos 50 cm de los cuales más de la mitad pertenecen a la cola con un peso de 350 a 400 gramos.Vive en grupos familiares liderados por una hembra dominante. Se alimenta de frutos, insectos, savia y gomoresina.